# أودري لونغ
أودري لونغ (بالإنجليزية: Audrey Long)‏ هي ممثلة أمريكية، ولدت في 14 أبريل 1922 بأورلاندو في الولايات المتحدة، وتوفيت في 19 سبتمبر 2014 بسري في المملكة المتحدة بسبب مرض.

## أعمال

### أفلام
- (1942) يانكي دودل داندي

## وصلات خارجية
- أودري لونغ على موقع IMDb (الإنجليزية)
- أودري لونغ على موقع ألو سيني (الفرنسية)
- أودري لونغ على موقع أول موفي (الإنجليزية)
- أودري لونغ على موقع قاعدة بيانات برودواي على الإنترنت (الإنجليزية)
- أودري لونغ على موقع قاعدة بيانات الأفلام السويدية (السويدية)
- أودري لونغ على موقع إن إن دي بي (الإنجليزية)
- أودري لونغ على موقع قاعدة بيانات الفيلم (الإنجليزية)
- أودري لونغ على موقع كينوبويسك (الروسية)